# Perilissus geniculatus
Perilissus geniculatus là một loài tò vò trong họ Ichneumonidae.